# Honky Tonk Freeway
Pour plus de détails, voir Fiche technique et Distribution.
Honky Tonk Freeway, initialement sorti sous le titre Autoroute en délire, est un film américano-britannique réalisé par John Schlesinger et sorti en 1981.
Le film, conçu et co-produit par Don Boyd, a couté 24 000 000 $, un montant sans précédent pour une comédie, et a été l'un des flops au box-office les plus chers,. Le film n'est resté à l’affiche qu'une semaine.

## Synopsis
À Ticlaw, une petite ville touristique de Floride, le maire et pasteur Kirby T. Calo (William Devane) exploite également un hôtel et parc animalier et petit faune. L'attrait majeur de la ville est un éléphant qui fait du ski nautique nommé Bubbles.
Lorsqu'une autoroute adjacente à la ville est construite, Calo paye 10.000 $ à un fonctionnaire pour assurer une bretelle de sortie vers sa ville. Mais celle-ci n'est pas construite. Les habitants décident alors de peindre la ville en rose pour attirer les touristes.
Pendant ce temps, des touristes provenant de diverses régions des États-Unis, présentés dans une série de séquences, se dirigent vers la Floride et finiront tous par atterrir à Ticlaw d'une façon ou d'une autre. Il s'agit d'un duo de voleurs de banque de New York (George Dzundza et Joe Grifasi) qui prennent en auto-stop un vendeur de cocaïne (Daniel Stern), un réparateur de photocopieur (Beau Bridges) qui prend en auto-stop une serveuse (Beverly D'Angelo) qui transporte les cendres de sa mère décédée en Floride, un dentiste et sa famille en vacances (Howard Hesseman, Teri Garr, Peter Billingsley), une femme âgée (Jessica Tandy) avec un problème d'alcool et son mari affectueux (Hume Cronyn) qui sont en direction de la Floride pour y passer leur retraite, deux religieuses (Geraldine Page, Deborah Rush).

## Fiche technique
- Titre français : Autoroute en délire[3] ou Honky Tonk Freeway
- Titre original : Honky Tonk Freeway
- Réalisation : John Schlesinger
- Scénario : Edward Clinton
- Direction artistique : Edwin O'Donovan
- Costumes : Ann Roth
- Photographie : John Bailey
- Musique : Elmer Bernstein, George Martin
- Production : Don Boyd, Hawk Koch (en)
- Société(s) de production : EMI Films, Honky Tonk Freeway Company, Kendon Films Ltd.
- Société(s) de distribution : Universal Pictures, Incorporated Television Company
- Budget : 24 000 000 $
- Pays d'origine :  États-Unis |   Royaume-Uni
- Langue originale : anglais
- Format : couleur (technicolor) — 35 mm — stéréo
- Genre : Comédie
- Durée : 108 minutes
- Dates de sortie :
  -  États-Unis : 21 août 1981
  -  Royaume-Uni : 27 novembre 1981

## Distribution
- William Devane : Kirby T. Calo, prédicateur et maire de Ticlaw
- Frances Lee McCain : Claire Calo, l'épouse du maire
- Beau Bridges : Duane Hansen
- Beverly D'Angelo : Carmen Odessa Shelby
- George Dzundza : Eugene
- Joe Grifasi : Osvaldo
- Daniel Stern : Spanky, l'auto-stoppeur
- Hume Cronyn : Sherm
- Jessica Tandy : Carol
- Geraldine Page : sœur Mary Clarise
- Deborah Rush : sœur Mary Magdalene
- Howard Hesseman : "Snapper"
- Teri Garr : Ericka, l'épouse de Snapper
- Jenn Thompson : Delia, leur fille
- Peter Billingsley : le petit Billy, leur fils
- Paul Jabara : T.J. Tupus, le convoyeur du rhinocéros
- Jack Murdock : le dresseur de rhinocéros
- David Rasche : Eddie White
- Sandra McCabe : la prostituée "managée" par Eddie
- Celia Weston : Grace, la serveuse engagée par Eddie
- Ron Frazier : David Kirk, coordinateur des travaux
- Jerry Hardin : le gouverneur
- James Staley : l'assistant du gouverneur
- Renny Roker : A. Gator, le shérif de Ticlaw
- John Ashton : Otto Kemper, habitant de Ticlaw
- John C. Becher : Brandon C. Dasher, habitant de Ticlaw
- Alice Beardsley : Betty Boo Radley, habitante de Ticlaw
- Frances Bay : Mrs. Lewenowski, habitante de Ticlaw
- Davis Roberts : James, habitant de Ticlaw
- Loretta Tupper : Miss Barbutti, habitante de Ticlaw
- Kimiko Hiroshige : Mrs. Naguki, habitante de Ticlaw
- Shelley Batt : Charlotte Hansen, l'épouse de Duane
- Jason Keller : Denny Hansen
- Shane Keller : Jim Hansen
- Kelly Lange : Kelly Lange, l'intervieweuse à la télé
- Kent Williams : l'invité de Kelly qui a changé de sexe
- Anne Ramsey : la chef de l'émission de cuisine à la télé
- Nancy Parsons : Alice, caissière de la banque
- Jessica Rains : Mary, caissière de la banque
- Ann Risley : l'actrice qui veut encaisser un chèque à la banque
- Arnold Johnson : le clochard de la banque
- Helen Hanft : la dame au sac
- Don Morgan : un homme de la jeep
- Paul Keenan : un homme de la jeep
- Randy Norton : un homme de la jeep
- Al Corley : un voleur de voiture
- Murphy Dunne : un voleur de voiture
- Leo Burmester : le directeur de la morgue
- Jeffrey Combs : le caissier du drive-in
- Jack Thibeau : un congressiste
- Martha Gehman : un auto-stoppeur
- Dick Christie : le mécanicien automobile
- Anita Dangler : une vendeuse
- Gloria LeRoy : la serveuse de poisson du restaurant

## Nominations
- Razzie Awards
  - Pire chanson originale : Frank Musker, Dominic Bugatti pour You're Crazy, But I Like You lors des 2e cérémonie des Razzie Awards en 1982[4]
- Stinkers Bad Movie Awards[5]
  - Pire chanson ou musique dans un film ou un générique : Paul Jabara pour la chanson Faster, Faster
  - Imitation d'accent la plus gênante, catégorie Femme : Beverly D'Angelo
  - Pire performance pour un enfant dans un rôle vedette : Peter Billingsley